# Xaragall dels Til·lers

El Xaragall dels Til·lers, respecte del terme de Castellcir

El Xaragall dels Til·lers és un xaragall del terme municipal de Castellcir, de la comarca del Moianès.
Està situat en el sector nord-occidental del terme; és afluent del torrent de la Mare de Déu per l'esquerra, just al nord del Mas Montserrat. És just a migdia dels Camps del Passant Ample i al nord del Fornot del Verdeguer. A la part alta d'aquest xaragall es troba el Sot dels Til·lers. Es forma en el límit sud-occidental del Pampero, des d'on davalla cap al sud-oest pel Sot dels Til·lers; fa una inflexió cap al nord-oest per després tornar a baixar cap al sud-oest, fins que s'estabilitza cap a l'oest i, en els darrers metres, gira al nord i al nord-oest per abocar-se en el torrent de la Mare de Déu.